# Oranje wortelmot
De oranje wortelmot (Dichrorampha sylvicolana) is een vlinder uit de familie van de bladrollers (Tortricidae). De wetenschappelijke naam is gepubliceerd in 1863 door Heinemann.
De soort komt voor in Europa.